# Zero Time Dilemma
Zero Time Dilemma o Zero Escape: Zero Time Dilemma (ゼロ エスケープ ときのジレンマ?, Zero esukēpu toki no jirenma) è un videogioco rompicapo sviluppato da Chime e pubblicato da Spike Chunsoft, capitolo conclusivo della trilogia di Zero Escape. Il gioco è stato scritto da Kotaro Uchikoshi, autore anche dei due giochi precedenti. Il gioco segue le vicende di nove persone che sono state rapite e costrette a partecipare a un gioco mortale, nel quale è in gioco anche il destino dell'umanità. La parte rompicapo del gioco consiste in escape room ed enigmi. La trama si colloca cronologicamente tra i due giochi precedenti.
Il gioco è stato pubblicato per Nintendo 3DS, Microsoft Windows e PlayStation Vita il 30 giugno 2016, mentre la versione PlayStation 4 è stata pubblicata nel 2017. La versione per Xbox One invece è stata pubblicata a cinque anni di distanza, nel 2022.
Il gioco ha ricevuto recensioni positive da parte della critica ed è riuscito a vincere il premio per il miglior finale di Game Informer, tuttavia in Giappone non è stato un successo commerciale, riuscendo a vendere meno di 10000 copie durante la prima settimana dopo la pubblicazione.

## Trama
In seguito agli eventi di Virtue's Last Reward, Phi, Sigma ed Akane fatto ritorno al 2028, dove partecipano ad un esperimento per simulare una missione con equipaggio su Marte, per verificare se il pianeta sarebbe adatto alla vita. Il test viene effettuato in una struttura situata nel deserto del Nevada. Tra i partecipanti del test c'è anche un altro dei protagonisti dei giochi precedenti: Junpei, il quale ha deciso di partecipare all'esperimento per ritrovare Akane, la quale era scomparsa in seguito agli eventi di Nine Hours, Nine Persons, Nine Doors. Il 31 dicembre 2028, gli otto partecipanti dell'esperimento si risvegliano rinchiusi in delle celle, dove si accorgono di avere un braccialetto nero al polso. Si scopre che la struttura fa segretamente parte di un Culto chiamato "Free the soul", un gruppo di fanatici con lo scopo di portare l'umanità all'estinzione attraverso l'uso di un virus chiamato "Radical-6", il quale verrà rilasciato alla fine del 2028. I partecipanti, mentre cercano di capire cosa sta succedendo, si accorgono della presenza di un bambino con un casco sferico che ricorda solo di chiamarsi Q. Ad un certo punto, un uomo con abito del medico della peste il quale si fa chiamare Zero II compare e invita i partecipanti a partecipare ad un gioco nel quale verrà determinato il futuro dell'umanità. L'uomo lancia una moneta e chiede ad uno dei partecipanti, Carlos, di scegliere se è uscito rosso o blu e nel caso in cui indovini, aprirà le celle e libererà tutti. Il primo risultato sarà sempre giusto e porterà al finale in cui tutti saranno liberati. Quando si ritenterà il lancio della moneta per la seconda volta, si otterrà il risultato opposto, dando così il via al gioco.
Il gruppo viene così spostato in una struttura sotterranea, dove vengono divisi in 3 gruppi: Il gruppo C è composto da Carlos, Akane e Junpei; il gruppo Q è composto da Q, Mira ed Eric; mentre l'ultimo gruppo, il D è composto da Diana, Sigma e Phi. Zero contatta tutti i giocatori e spiega loro le regole: ogni 90 minuti, i bracciali che hanno al polso rilasceranno un potente narcotico, il quale non solo li farà addormentare, ma cancellerà anche la loro memoria. Zero spiega la regola del primo gioco: tutti dovranno votare un altro gruppo e quello che riceverà più voti verrà giustiziato. Da questo punto, la storia si divide in più linee temporali.
In una delle tante linee temporali, Phi può essere uccisa, questo porterà Sigma e Diana a restare intrappolati all'interno della struttura. I due scoprono l'esistenza di una strana macchina, costruita agli inizi del 1900, in grado di inviare una copia di una persona in un'altra linea temporale. I due inviano una loro copia e poco dopo iniziano una relazione, dalla quale avranno due gemelli che chiameranno Delta e Phi. Quando i due si accorgono che le provviste di cibo all'interno della struttura si stanno esaurendo, decidono di inviare i loro figli nel passato per salvarli. Nel frattempo, Carlos apprende che è in grado di inviare la sua coscienza in un'altra linea temporale ma solo quando la sua vita è in pericolo. Carlos scopre anche che sia Junpei che Akane hanno la stessa abilità. Akane e Junpei vengono invitati da Zero a trasferirsi in un'altra linea temporale, nella quale potranno incontrarlo e avere tutte le risposte che cercano, mentre Carlos si sposterà cercherà di salvare gli altri in un altro corso degli eventi. I due decidono di accettare la proposta e una volta giunti nella nuova linea temporale, viene rivelato che Phi è stata infettata con il Radical 6 e che causerà un'epidemia che porterà alla morte di sei miliardi e mezzo di persone, mentre Sigma è stato gravemente ferito. In seguito a questo finale, avranno inizio gli eventi di Virtue's Last Reward. Carlos, dopo essersi spostato, scoprirà insieme al gruppo D che l'intera struttura non è divisa in tre parti e che i gruppi si alternano ogni 90 minuti e che mentre un gruppo è sveglio, gli altri dormono in delle celle nascoste dentro all'edificio.
Nella miglior linea temporale, tutti i partecipanti si riuniscono dopo aver disattivato i braccialetti. Phi propone di avviare l'autodistruzione della struttura, così che tutti possano spostarsi nel finale nel quale sono stati liberati. Poco prima che Phi possa attivare la sequenza di autodistruzione, Zero si mostra al gruppo, rivela di chiamarsi Delta e afferma di essere figlio di Sigma e Diana e fratello di Phi. L'uomo rivela che quando i genitori l'hanno inviato indietro nel tempo, sia lui che Phi sono tornati al 1904, dove un gruppo di scienziati ha deciso di adottare Delta e di inviare una copia di Phi agli inizi degli anni 2000. Delta rivela di avere 124 e di possedere abilità di controllare la mente altrui, inoltre afferma che se vogliono ricevere tutte le risposte che cercano, devono spostarsi tutti nell'altra linea temporale. Una volta giunti nella linea temporale nella quale sono stati liberati, Delta compare e lancia una pistola a Carlos. L'uomo spiega che ci sono solo due opzioni: sparargli e causare l'epidemia di massa che ucciderà 6 miliardi e mezzo di persone oppure risparmiarlo e causare così un susseguirsi di eventi che porterà all'estinzione degli esseri umani. Carlos impugna la pistola e la punta contro Delta. La serie si conclude con un cliffhanger, infatti non verrà rivelato se Carlos abbia effettivamente sparato o meno.

## Modalità di gioco
Zero Time Dilemma è un videogioco rompicapo con una narrazione non lineare, infatti il giocatore può progredire nella trama come preferisce, selezionando il "frammento" di storia che intende giocare. Il giocatore può sin da subito scegliere quale parte della storia seguire, così da creare ogni volta una narrazione diversa. Inoltre, è disponibile una Linea del tempo, utile per tenere traccia del corso degli eventi delle diverse linee temporali e finali. Per poter progredire ed ottenere un miglior finale, il giocatore dovrà necessariamente passare anche per i finali peggiori, così da ottenere abbastanza informazioni da permettergli di proseguire. Ogni frammento rappresenta i 90 minuti forniti ai personaggi per risolvere gli enigmi e trovare una via di fuga. La narrazione degli eventi del gioco avviene attraverso scene di intermezzo animate in 3D, a differenza dei due predecessori che utilizzano dialoghi e testi. La fase di fuga, come nei giochi precedenti consiste nel fuggire da una stanza risolvendo gli enigmi al suo interno. Il giocatore può muovere la telecamera all'interno dello scenario e può raccogliere vari oggetti all'interno della stanza. Gli oggetti possono poi essere utilizzati per compiere determinate azioni, come per esempio, aprire una serratura oppure per risolvere parti di enigmi. Gli enigmi richiedono al giocatore l'uso della memoria o delle proprie abilità per poter essere risolti. Inoltre, all'interno delle stanze è possibile trovare dei documenti riguardanti gli eventi del gioco e informazioni sul mondo di gioco. Zero time dilemma introduce una nuova meccanica nella serie, ovvero le decisioni morali. Al giocatore sarà posta una scelta morale e gli verrà chiesto di prendere una decisione. Il risultato cambierà ad ogni tentativo, sbloccando nuovi percorsi e nuove parti della storia. In alcuni casi verrà richiesto al giocatore di ripetere più volte una determinata scelta, a causa della casualità di determinate scelte. In altri casi, al giocatore sarà richiesto di inserire il nome di uno dei personaggi, dando anche la possibilità di non inserire niente o di mentire, portando così ad epiloghi diversi.

## Sviluppo
Kotaro Uchikoshi, autore e scrittore della serie aveva inizialmente pianificato di sviluppare Zero Time Dilemma e Virtue's Last Reward nello stesso periodo, ma a causa delle scarse vendite del secondo titolo nel territorio Giapponese, la produzione del terzo gioco venne messa in pausa. Uchikoshi disse che l'idea di utilizzare siti di crowdfunding non era abbastanza persuasiva e che stava ancora negoziando con gli investitori. In seguito all'annuncio della messa in pausa della produzione del terzo titolo, i fan della serie di tutto il mondo hanno mostrato il loro supporto ed il sostegno alla serie, avviando una campagna sui social con l'intento di far conoscere la serie e supportare lo sviluppo del terzo capitolo. La cosa fu notata da alcuni direttori dell'azienda, i quali, rimasti colpiti dal supporto e dall'entusiasmo dei fan, diedero il permesso a Uchikoshi di lavorare a Zero Time Dilemma, ma con un budget limitato.
Nel marzo 2015, Aksys Games pubblicò un sito web contenente un timer e alcune parole fluttuanti sullo schermo. Il timer si concluse durante l'Anime Expo del 2015, dove Kotaro Uchikoshi annunciò il terzo capitolo della serie, Zero Time Dilemma, con un trailer che confermava l'uscita del titolo nel 2016 per Steam, Nintendo 3DS e PlayStation Vita. Nel 2017 la versione per PlayStation 4 venne annunciata durante l'Anime Expo del 2017. Nell'agosto 2022, a 5 anni dalla pubblicazione del gioco, la versione per Xbox One è stata annunciata ed è stata pubblicata a fine agosto 2022.

## Promozione
Per celebrare l'uscita del gioco è stata ideata una promozione, disponibile solo per gli Stati Uniti, che forniva a chi preordinava il titolo un orologio simile a quello del gioco. Nel 2022 Sweep Records ha annunciato che la colonna sonora del gioco sarebbe stata pubblicata a settembre dello stesso anno. La colonna sonora contiene tutti e 57 i brani del gioco, più sei brani extra rimossi dal gioco ed è stata distribuita in formato fisico su CD.

## Accoglienza
| Testata        | Versione     | Giudizio |
| -------------- | ------------ | -------- |
| Multiplayer.it | PS Vita      | 9/10     |
| Everyeye.it    | PC           | 9/10     |
| IGN Italia     | -            | 9/10     |
| SpazioGames.it | -            | 8/10     |
| Playstationbit | PS Vita      | 6/10     |
| Akibagamers    | PS4          | 4/5      |
| Gamerclick     | PS4          | 80/100   |
| metacritic     | PS4          | 80/100   |
| Famitsu        | 3DS, PS Vita | 32/40    |

Zero Time Dilemma è stato accolto positivamente dalla critica, che ne ha apprezzato e lodato la componente narrativa del gioco, definendola la perfetta conclusione per la trilogia. Multiplayer.it ha apprezzato la conclusione della trilogia, la struttura narrativa e gli enigmi. Everyeye.it ha apprezzato la scrittura dei personaggi e la storia del gioco. IGN ha apprezzato l'atmosfera e la narrazione del titolo, ma ha criticato l'uso di scene di intermezzo. Spaziogames.it ha apprezzato la gamma di finali e la scrittura di tutti i personaggi ma ha criticato la grafica del gioco e la difficoltà di alcuni enigmi presenti nel titolo. Il gioco presenta un voto di 80/100 sul sito aggregatore di recensioni Metacritic. La rivista giapponese Famitsū ha assegnato al titolo un voto alto.
Nonostante le recensioni positive da parte della critica, il gioco ha avuto delle pessime vendite in Giappone, riuscendo a vendere meno di 10 000 copie nella prima settimana. Tuttavia, il gioco è stato ben accolto ed ha avuto un successo maggiore nei territori Europei ed Americani.
Il gioco è stato considerato dalla rivista americana Destructoid il miglior gioco per Playstation Vita del 2016, mentre la rivista Game Informer lo ha definito uno dei migliori giochi di avventura del 2016.